# Televisioni locali della Valle d'Aosta
Eitowers Aosta 1 e Eitowers Aosta 2 sono due dei multiplex della televisione digitale terrestre presenti nel sistema DVB-T italiano.
Appartengono a EI Towers S.p.A. interamente posseduta da 2i Towers S.r.l., a sua volta controllata al 100% da 2i Towers Holding S.r.l., che è partecipata per il 40% da Mediaset e per il 60% da F2i TLC 1 S.r.l..

## Copertura
Eitowers Aosta 1 è una rete di primo livello disponibile in tutta la Valle d'Aosta.
Eitowers Aosta 2 è una rete di secondo livello disponibile in tutta la Valle d'Aosta.

## Frequenze
Eitowers Aosta 1 trasmette sul canale 27 della banda UHF IV in tutta la Valle d'Aosta.
Eitowers Aosta 2 trasmette sul canale 31 della banda UHF IV in tutta la Valle d'Aosta.

## Servizi

### Canali televisivi (Eitowers Aosta 1)
| LCN   | Canale                 | Stato   | Note       |
| ----- | ---------------------- | ------- | ---------- |
| 10    | Telecity Valle d Aosta | Italia  | FTA (HDTV) |
| 11 71 | CANALE ITALIA          | Italia  | FTA        |
| 13    | RETE7 HD               | Italia  | FTA (HDTV) |
| 14    | AOSTA TV 14            | Italia  | FTA (HDTV) |
| 75    | TV5MONDE EUROPE        | Francia | FTA (HDTV) |
| 76    | France24 HD            | Francia | FTA (HDTV) |
| 77    | RTS Un HD              | Francia | FTA (HDTV) |

### Canali televisivi (Eitowers Aosta 2)
| LCN | Canale       | Note       |
| --- | ------------ | ---------- |
| -   | TEST RL AO 2 | FTA (HDTV) |